# Justice League of America (série télévisée d'animation, 1967)
Justice League of America est une série télévisée d'animation américaine en trois épisodes de 6 minutes produite par Filmation et diffusée du 9 au 23 septembre 1967 sur le réseau CBS. Elle a été diffusée dans le cadre de l'émission The Superman/Aquaman Hour of Adventure d'une durée de 60 minutes comptant neuf séries au total.
Cette série est inédite dans tous les pays francophones.

## Synopsis
La Justice League of America regroupe les plus grands super héros de l'univers : Atom, Flash, Green Lantern, Hawkman et Superman.

## Distribution

### Voix originales
- Pat Harrington Jr. : Atom
- Cliff Owens : The Flash
- Gerald Mohr : Green Lantern
- Gilbert Mack : Hawkman
- Bud Collyer : Superman

## Épisodes
1. Between Two Armies
2. Target Earth
3. Bad Day on Black Mountain